# Rattus pyctoris
Rattus pyctoris är en däggdjursart som först beskrevs av Hodgson, 1845.  Rattus pyctoris ingår i släktet råttor, och familjen råttdjur. Inga underarter finns listade i Catalogue of Life.
Denna råtta förekommer i ett brett band från centrala Iran och södra Kazakstan över Himalaya till södra Kina och norra Myanmar. Arten vistas i bergstrakter och når där 4250 meter över havet. Den kan anpassa sig till nästan alla habitat som finns i bergsregioner och den uppsöker även odlade områden och människans samhällen.
Rattus pyctoris når en kroppslängd (huvud och bål) av 17 till 21 cm och har en lika lång svans. Vikten varierar mellan 100 och 200 gram. Pälsen har på ovansidan en rödbrun färg. Buken är hos vissa populationer gulvit och svansen är otydlig delad i en mörk ovansida och en ljus undersida. Andra populationer har en ljusgrå päls på buken och de olika färgerna på svansen är tydlig avgränsade från varandra.
Individerna vilar i underjordiska bon. I odlade områden är fortplantningen kopplad till grödornas utveckling. Honor föder per kull 2 till 11 ungar.
Rattus pyctoris betraktas av bönder som skadedjur. I södra Kina förstör den cirka 5 procent av årets risproduktion. Råttan skadar även lagrade frukter men det är inte utrett hur bra den klättrar på träd.